# Maria Luisa Pellizzari
Maria Luisa Pellizzari (Montagnana, 13 ottobre 1959) è una dirigente pubblica e poliziotta italiana, dal 2020 al 2023 Vice Capo Vicario della Polizia di Stato, prima donna a ricoprire tale incarico.

## Biografia
Maria Luisa Pellizzari, è nata a Montagnana (Padova), il 13 ottobre 1959, vive a Roma, con il figlio Francesco.
Si è laureata nel 1985 in Giurisprudenza presso l'Università degli Studi di Padova, a 26 anni è vincitrice del concorso pubblico per Vice commissario della Polizia di Stato. Nel successivo anno consegue l'abilitazione all'esercizio della professione forense.
È stata tra le prime donne a essere ammesse all'incarico di vice commissario, grazie alla riforma della polizia con la legge 121/1981. La prima attività operativa è a Roma, come dirigente della sezione criminalità extracomunitaria della Squadra Mobile di Roma. Dopo tre anni alla direzione della Criminalpol del Lazio, nel 1992, l'anno delle stragi in cui persero la vita i due magistrati Giovanni Falcone e Paolo Borsellino, passa alla Direzione Investigativa Antimafia, dirigente della sezione investigativa del Centro di Roma. Ci rimane nove anni e poi rientra in Polizia, come direttore della seconda divisione del Servizio centrale operativo. Dirige la Polizia postale e la Polizia stradale, i reparti speciali e nel 2012 diventa l'unica donna a capo del Servizio centrale operativo. Diventa poi capo di tutti gli istituti di istruzione della Polizia.
Nel 2012, da capo dello SCO, si è occupata delle indagini che hanno portato alla liberazione dell'imprenditore edile Andrea Calevo, sequestrato e tenuto incatenato per 15 giorni in uno scantinato. Nel 2017 ha raggiunto la massima qualifica di Dirigente generale di Pubblica Sicurezza.
Pellizzari ha lasciato il settore operativo nel 2013, quando è divenuta vice direttore della Scuola superiore di Polizia. Il suo incarico successivo è stata la direzione dell'ispettorato di Polizia al Senato della Repubblica. Il 7 novembre 2020 è stata nominata dal Consiglio dei ministri Vice capo vicario della polizia di Stato, la sua nomina è stata voluta dal ministro dell'Interno Luciana Lamorgese e dal capo della Polizia di Stato Franco Gabrielli. Il 28 giugno 2023 viene sostituita dal prefetto Vittorio Rizzi, e destinata a ricoprire l’incarico di Commissario straordinario di Governo per le persone scomparse.